# Josep Rahola
Josep Rahola i d'Espona (Barcelona, 3 de julio de 1918-Fortiá, 17 de enero de 2023) fue un ingeniero industrial y político español.

## Biografía
Hijo de Baldiri Rahola y hermano de Frederic Rahola. 
Militante de ERC, estudió en la Mutua Escolar Blanquerna, y después de la guerra civil española se exilió. Participó en la oposición al franquismo y fue miembro de la IPECC y del CAOC. Fue elegido senador por la provincia de Gerona en las elecciones generales de 1979 y las de 1982. En 2007 fue condecorado por las JERC por haber procurado un acceso al collado de la Manrella.